# 拉古迪尼亚
拉古迪尼亚（西班牙語：La Gudiña），是西班牙加利西亚自治区奥伦塞省的一个市镇。总面积171平方公里，总人口1682人（2001年），人口密度10人/平方公里。